# Sears (automerk)
Sears, Roebuck & Co. is een Amerikaans historisch merk van auto's.
Sears, Roebuck & Co. was een Amerikaans postorderbedrijf dat auto's en motorfietsen van andere merken verkocht, onder de namen Sears en Allstate. Het postorderbedrijf Sears verkocht tussen 1911 en 1916 auto's onder de eigen naam Sears.  De auto's werden (waarschijnlijk) gemaakt door de Lincoln Motor Car Works. In de jaren 50 werd weer een auto aangeboden, onder de Allstate-naam. Het waren ditmaal Kaiser auto's, van het type Henry J.